# 83-й армейский корпус (вермахт)
83-й армейский корпус (нем. LXXXIII. Armeekorps), сформирован 25 мая 1942 года.
26 августа 1943 года корпус расформирован, штаб корпуса стал штабом формируемой 19-й армии.

## Боевой путь
С июня 1942 года — дислоцировался на юге Франции.

## Состав корпуса
В июле 1943:
- 326-я пехотная дивизия
- 356-я пехотная дивизия
- 715-я пехотная дивизия
- 388-я учебная дивизия

## Командующие корпусом
- С 25 мая 1942 — генерал пехоты Ханс Фельбер
- С 14 августа 1943 — генерал пехоты Георг фон Зоденштерн